# Jan Pašek z Vratu
Jan Pašek z Vratu (před 1470 Starý Knín – 15. března 1533 Toušeň) byl nobilitovaný český patricij, vzdělanec, pedagog, konzervativní politik, vůdce sjednocených pražských měst.

## Život
Jan Pašek pocházel z nemajetného rodu ve Starém Kníně. Po absolvování partikulární školy nastoupil jako venkovský učitel. Poté se dal zapsat na pražskou univerzitu, kde studoval filozofii a sedm svobodných umění, již tam vynikl svými schopnostmi. Roku 1491 byl prohlášen bakalářem, roku 1493 mistrem svobodných umění, a v letech 1496–1497 zvolen děkanem artistické fakulty. Tehdy patrně užil pečeť se znamením sv. Kateřiny, patronky artistické fakulty.
S výjimečným diplomatickým talentem, vychytralostí, ziskuchtivostí a panovačností pronikl do pražské městské správy, jíž vládl po dvě desetiletí za podpory zemské vlády a komorního soudu, zejména Zdeňka Lva z Rožmitálu. Postupně zastával úřady kancléře Starého Města pražského (1498–1511), prokurátora, a v letech 1515–1527 byl členem městské rady, z toho v letech 1518–1523 a 1524–1527 ve funkci purkmistra.
Za své zásluhy o město byl Pašek roku 1504 králem Vladislavem Jagellonským nobilitován s přídomkem „z Vratu“ a roku 1522 pasován na rytíře. Užíval erbovní znak s kráčejícím pštrosem, držícím v zobáku podkovu.
Roku 1509 Jan Pašek využil zmatků kanceláře krále Vladislava Jagellonského a v přítomnosti krále odmítl uznat právoplatnost královských privilegií pro Nové Město pražské, protože listina byla vydána uherskou kanceláří a zpečetěna uherskou pečetí krále. Dále Pašek sjednotil Staré a Nové město pražské pod jedinou (svou) správu a postavil se do jejich čela. Spolu se Zdeňkem Lvem představoval v utrakvistické společnosti konzervativní prokatolické křídlo české politiky, jež bylo v boji „proti pikartům“ (rozumělo se všem utrakvistům včetně starokališníků i luteránů) znovu potvrzeno králem Ludvíkem Jagellonským.
V letech 1522–1523 vykonával dvorský úřad hofrychtéře čili sudího královských měst.
Roku 1524 se Paškovi za pomoci kněze, mistra Havla Cahery, podařilo z čela spojených pražských měst odstranit Jana Hlavsu z Liboslavě, kterého uvěznili. Jan Pašek se zmocnil vedení měst na tři roky jako diktátor. Městské právo nazýval "voskovým nosem, který lze ohýbat, kam libo". Jejich hegemonie skončila až po nástupu Ferdinanda I. Habsburského na český trůn roku 1527.